# ریمون آگیلی
ریمون آگیلی (انگلیسی: Raymond of Aguilers) رویداد نگارِ نخستین جنگ صلیبی بود که طی این لشکرکشی به مقام قضاوت دسته ریموند چهارم، کنت تولوز، رهبر پرووانسی صلیبیون رسید. اثر وی که با نام هیستوریا فرانکاروم شناخته می‌شود، تمامی حوادث پادشاهی اورشلیم و شهر اورشلیم را پس از تصرف آنجا دربرمی‌گیرد. وی کشیش وزلی و وقایع‌نگار فرانسوی و از اسقفان مشهور و برجسته در شورا و مجمع کلرمون در نوامبر ۱۰۹۵ میلادی است. وی همچنین از از شرکت‌کنندگان در جنگ اول صلیبی و از همراهان نزدیک و کشیش مخصوص ریموند کنت سن‌جیل در سفر به شرق بود. ریمون آگیلی، همچون مؤلف گمنام گشتا فرانکاروم، به توصیف و بیان مشاهدات عینی خود از زمینه‌ها، دلایل و مقدمات حرکت صلیبیون از جنوب فرانسه به اراضی مقدس در سال ۱۰۹۶ آغاز و تا پایان نبرد عسقلان در ۱۲ اوت ۱۰۹۹ پرداخته و این واقع و حوادث را در این کتاب ثبت و ضبط کرده‌است. با این حال، برخی نویسندگان و ویراستاران معاصر این کتاب، بر اساس سطر آخر این کتاب از آن با عنوان کتاب ریمون یاد و تعبیر می‌کنند.
ریمون آگیلی، این کتاب را بر اساس فعالیت‌ها و اعمال ریموند کنت سن‌جیل و عملکرد ارتش فرانسه جنوبی در جنگ صلیبی اول را تدوین و تألیف کرده‌است. به علاوه، بنا بر نظر ژورف فرانسوا میشو، تاریخ‌نگار قرن ۱۸ و ۱۹ میلادی، هدف ریمون از نگارش این کتاب پایان دادن به دروغ‌ها و شایعاتی بود که در غرب اروپا از سوی فراریان از جنگ به قصد منع نمودن غربی‌ها از رفتن به شرق و کمک به برداران مسیحی‌شان روا یافته بود. با این حال، هدف و نیت ریمون از سفر به شرق در مقدمه کتاب بیان شده‌است. وی به نمایندگی از طرف خود و شخصی به نام پونز آو بالازون (به لاتین: Pons of Balazun)، به ثبت و یادداشت‌برداری از اعمال و کردار ارتش فرانسه جنوبی اقدام کرده‌است که از سوی ریموند کنت سن‌جیل و ادهمار اسقف لی‌پوی رهبری می‌شد. با این که این دو فرمانده از افراد برجسته حاضر در مجمع کلرمون بودند که از سال ۱۰۹۵ صلیب را حمل نمودند، گزارش ریمون آگیلی از زمان حرکت صلیبیون به قسطنطنیه آغاز می‌شود و اثر او فاقد وقایع قبل از لشکرکشی اول، به‌ویژه رخدادهای کلرمون است.